# Peter Malcolm Holt
Peter Malcolm Holt (Astley Village, 28 novembre 1918 – Oxford, 2 novembre 2006) è stato un orientalista, storico e arabista britannico.

## Biografia
Figlio di un pastore unitario che morì mentre il figlio aveva appena 9 anni, Peter si trasferì dal natio Lancashire a Ickford, un minuscolo villaggio del Buckinghamshire.
Fu funzionario civile in Sudan del ministero dell'Istruzione britannico nel 1941-53, quindi lavorò negli archivi governativi nel 1954-55 per diventare infine docente universitario tra il 1955 e il 1982 nella School of Oriental and African Studies, come professore di Storia araba tra il 1964 e il 1975 e (succedendo a Bernard Lewis) di History of the Near and Middle East tra il 1975 e il 1982, anno del suo pensionamento. Oltre che Emerito, Holt fu membro onorario della prestigiosa istituzione universitaria orientalistica londinese
I suoi studi iniziali furono condotti a Oxford, dove approfondì le sue conoscenze arabistiche sulla letteratura araba del XVII secolo, anche se la sua prima pubblicazione riguardò il Sudan del XIX secolo, percorso da forti stimoli rinnovatori che sfociarono nella grande rivolta del Mahdi e dello Stato cui dette vita (1881-98), poi stroncato dalla reazione britannica.
I suoi interessi storici si ampliarono poi al Vicino Oriente arabo dalla conquista ottomana del 1517. Verso la fine della sua carriera si concentrò sulla Siria e l'Egitto d'età mamelucca.
P.M. Holt è stato Emeritus Professor di Storia del Vicino e Medio Oriente nella School of Oriental and African Studies dell'Università di Londra.
Con Ann Lambton e Bernard Lewis curò l'edizione della The Cambridge History of Islam (1970) e tradusse dal tedesco il lavoro di Peter Thorau sul Sultano mamelucco Baybars (The Lion of Egypt, 1992) e dal francese il libro di Claude Cahen sull'Anatolia immediatamente precedente all'insediamento ottomano (The Formation of Turkey, 2001).

## Opere scelte
- The Modern History of the Sudan (1961)
- Egypt and the Fertile Crescent 1516-1922 (1966)
- Studies in the History of the Near East (1973)
- The Age of the Crusades (1986)
- The Memoirs of a Syrian Prince (1983)
- Early Mamluk Diplomacy (1995)
- The Sudan of the Three Niles (1999).